# Долобов
Долобов (укр. Долобів) — село в Рудковской городской общине Самборского района Львовской области Украины.
Население по переписи 2001 года составляло 761 человек. По данным Рудковской городской общины 2024 года население составляет 731 человек. Занимает площадь 11,89 км². Почтовый индекс — 81438. Телефонный код — 3236.